# Grässjön (Pjätteryds socken, Småland, 627576-139432)
Grässjön är en våtmark, tidigare sjö i Älmhults kommun i Småland och ingår i Helge ås huvudavrinningsområde.